# 乌鲁木齐文革历史
本条目讲述的是乌鲁木齐市文化大革命运动史。

## 开始
1966年，中共中央下发《五·一六通知》。5月21日，新疆维吾尔自治区党委提出自治区应深挖三条黑线，即“和全国共同的资产阶级黑线”，“来自苏联现代修正主义的黑线和地方民族主义的黑线”。5月25日，自治区党委下发《关于贯彻执行中央五月十六日通知的紧急通知》，要求各级党委按照中央通知精神，对混进自治区党委里、政府里、军队里和各种文化界的资产阶级代表人物，“都要认真地进行清查、揭露和批判”。
1966年5月25日，聂元梓与北大哲学系另6位教师宋一秀、夏剑豸、杨克明、赵正义、高云鹏及李醒尘在北大食堂共同张贴《宋硕、陆平、彭珮云在文化革命中究竟干些什么？》的大字报。大字报迅速为人民日报于6月3日转载，轰动全国。6月2日，新疆大学中文系67-2班仲高（锡伯人，后任新疆社科院研究院）等几位学生贴出第一张向校党委开火的大字报：《革命永远不会过火》，抨击新疆大学副校长云光执行“二月提纲”（即所谓“六·三事件”）。次日，新大数学系三好学生姚淑媛贴出反驳大字报，呼吁：“同学们，冷静一下，校党委真的烂掉了吗？”校内自此分为两派。
6月8日，新疆大学某团支书向学生传达消息，称《革命永远不会过火》是一张革命的大字报。当天上午，新疆大学召开全校大会，工作组入驻新大，开启了乌市文革的“白色恐怖”时期。在这一时期，新疆大学学生吴巨轮身为团委和学生干部，在参加工作组会议时反对工作组意见，后在校内贴出大字报，批判工作组实行“形左实右”的错误路线，受工作组组织批判。

## 九·三事件
7月底，中央宣布撤销工作组。8月4日，决定传达到新疆大学，工作组撤离。当日中午前后，新疆大学校园内开始揪斗，首要针对副校长云光等校领导。
1966年9月初，“炮轰自治区党委”的大字报出现在乌市人民广场，矛头直指自治区党委书记王恩茂。9月3日，北京来串联的红卫兵等三四十人打队旗来到自治区省委大院，要求见王恩茂。王恩茂拒绝接待后，派工作人员出面劝说，遭到学生的不满。学生轰走工作人员，在大院内呼喊口号。当晚，学生宣布绝食，拒绝送来的各种食物。自治区党委书记处书记武光前去看望劝说，但学生意志并未动摇，并始终拒绝饮食。次日，自治区党委开会，一致认为僵持下去可能出现新问题，故要求王恩茂接见学生。但接见时学生产生不满，场面发生混乱，最后草草了事。

## 夺权与大联合
1967年2月1日，“乌鲁木齐市接管委员会”（群众组织）制定“关于市委、 市人委有关部门权限的规定”，宣布将市委、市人委的一切权力予以接管。
3月15日，乌鲁木齐军分区成立生产办公室，代行市党政机关部分职权，领导全市生产 和工作。生产办公室主任由军分区司令员孙绍荣担任。3月21日至5月2日，新疆军区先后抽调211名解放军干部、战士，组成毛泽东思想宣传队进驻市属35个厂矿企业开展工作。4月20日，人民广场、八道湾、新疆日报社等处相继发生大 规模武斗事件。至7月15日，因武斗死亡28人。
1968年7月29日，乌鲁木齐10 万人在人民广场集会，庆祝两派群众组织实现联合。9月5日，乌鲁木齐市革委会成立，乌鲁木齐军分区副政委黄瑜任主任。

### 一手文献
- 维基文库中的相關文獻：中共中央、国务院、中央军委、中央文革关于成立新疆维吾尔自治区革命委员会的批示
- 维基文库中的相關文獻：新疆军区党委关于成立新疆维吾尔自治区革命委员会的报告
- 维基文库中的相關文獻：中共中央、国务院、中央军委对新疆石河子事件的指示
- 维基文库中的相關文獻：中共中央、国务院给新疆关于批判资反路线的电文

### 二手文献
1. ↑  Yu, Ruxin. . 香港. : 891. ISBN 9789881329677.